# Llista de topònims del Brull
Llista de topònims (noms propis de lloc) del municipi del Brull, a Osona
Informació actualitzada per un bot. Els canvis manuals es perdran quan s'actualitzi!

## arbre singular
| imatge | Nom                   | Ubicat a | instància de   | Detalls                                                                 | coordenades                                                                       | Protecció        | Commons (més fotos)   | Dades a WD                    |
| ------ | --------------------- | -------- | -------------- | ----------------------------------------------------------------------- | --------------------------------------------------------------------------------- | ---------------- | --------------------- | ----------------------------- |
|        | alzina de l'Estanyol  | el Brull | arbre singular | Taxon: alzina (Quercus ilex)                                            | 41° 49′ 13″ N, 2° 16′ 56″ E / 41.820393°N,2.28211°E ca:Urbanització de l'Estanyol |                  |                       | Modifica les dades a Wikidata |
|        | ginebró de Casademont | el Brull | arbre singular | Taxon: càdec (Juniperus oxycedrus) Ample: 12m Alt: 19m Perímetre: 3.48m | 41° 49′ 04″ N, 2° 17′ 34″ E / 41.81782°N,2.29286°E ca:Casademont                  | arbre monumental | Ginebró de Casademont | Modifica les dades a Wikidata |

## bassa
| imatge | Nom                    | Ubicat a | instància de | Detalls      | coordenades                                                                    | Protecció | Commons (més fotos) | Dades a WD                    |
| ------ | ---------------------- | -------- | ------------ | ------------ | ------------------------------------------------------------------------------ | --------- | ------------------- | ----------------------------- |
|        | Bassa (El Grau)        | el Brull | bassa        |              | 41° 49′ 34″ N, 2° 15′ 19″ E / 41.82609°N,2.25523°E ca:Sant Jaume de Viladrover |           |                     | Modifica les dades a Wikidata |
|        | Bassa (Serra-Montmany) | el Brull | bassa        |              | 41° 49′ 37″ N, 2° 15′ 25″ E / 41.82708°N,2.25684°E ca:Sant Jaume de Viladrover |           |                     | Modifica les dades a Wikidata |
|        | Bassa dels Bastons     | el Brull | bassa        | 20th century | 41° 49′ 48″ N, 2° 14′ 59″ E / 41.82998°N,2.24977°E ca:Sant Jaume de Viladrover |           |                     | Modifica les dades a Wikidata |

## cabana
| imatge | Nom                  | Ubicat a | instància de | Detalls | coordenades                                                         | Protecció | Commons (més fotos) | Dades a WD                    |
| ------ | -------------------- | -------- | ------------ | ------- | ------------------------------------------------------------------- | --------- | ------------------- | ----------------------------- |
|        | barraca del Sord     | el Brull | cabana       |         | 41° 46′ 01″ N, 2° 20′ 40″ E / 41.7668682844321°N,2.34452149472459°E |           |                     | Modifica les dades a Wikidata |
|        | corral de Camprodon  | el Brull | cabana       |         | 41° 47′ 58″ N, 2° 21′ 48″ E / 41.7995258737034°N,2.36345991830079°E |           |                     | Modifica les dades a Wikidata |
|        | corral de la Cortada | el Brull | cabana       |         | 41° 47′ 24″ N, 2° 20′ 38″ E / 41.7899944492016°N,2.34387675664488°E |           |                     | Modifica les dades a Wikidata |

## casa
| imatge | Nom       | Ubicat a | instància de | Detalls                                  | coordenades                                                                   | Protecció                   | Commons (més fotos) | Dades a WD                    |
| ------ | --------- | -------- | ------------ | ---------------------------------------- | ----------------------------------------------------------------------------- | --------------------------- | ------------------- | ----------------------------- |
|        | Can Soler | el Brull | casa         |                                          | 41° 49′ 53″ N, 2° 15′ 31″ E / 41.83139°N,2.2587°E ca:Sant Jaume de Viladrover |                             |                     | Modifica les dades a Wikidata |
|        | Can Ton   | el Brull | casa         |                                          | 41° 49′ 49″ N, 2° 15′ 34″ E / 41.8304°N,2.25937°E ca:Sant Jaume de Viladrover |                             |                     | Modifica les dades a Wikidata |
|        | el Pinar  | el Brull | casa         | Estil: arquitectura popular 20th century | 41° 49′ 18″ N, 2° 17′ 47″ E / 41.821666°N,2.296494°E ca:Brull, el 814 msnm    | bé cultural d'interès local |                     | Modifica les dades a Wikidata |

## creu de terme
| imatge | Nom                                 | Ubicat a            | instància de  | Detalls      | coordenades | Protecció | Commons (més fotos) | Dades a WD                    |
| ------ | ----------------------------------- | ------------------- | ------------- | ------------ | --- | --------- | ------------------- | ----------------------------- |
|        | creu de Sant Jaume de Viladrover I  | el Brull            | creu de terme | 1926         | 41° 49′ 38″ N, 2° 15′ 10″ E / 41.82733°N,2.25285°E ca:Sant Jaume de Viladrover                                                       |           |                     | Modifica les dades a Wikidata |
|        | creu de Sant Jaume de Viladrover II | el Brull            | creu de terme | 20th century | 41° 49′ 47″ N, 2° 15′ 17″ E / 41.82971°N,2.25472°E ca:Sant Jaume de Viladrover                                                       |           |                     | Modifica les dades a Wikidata |
|        | creu de la Parròquia                | el Brull Aiguafreda | creu de terme | 18th century | 41° 47′ 30″ N, 2° 16′ 54″ E / 41.79173°N,2.28166°E 41° 47′ 28″ N, 2° 16′ 51″ E / 41.79102°N,2.2808°E ca:Brull, el ca:Serra de l'Arca |           |                     | Modifica les dades a Wikidata |
|        | creu del Brull                      | el Brull            | creu de terme |              | 41° 49′ 00″ N, 2° 18′ 18″ E / 41.81679949691195°N,2.304872040216553°E                                                                |           | Creu del Brull      | Modifica les dades a Wikidata |

## curs d'aigua
| imatge | Nom                  | Ubicat a                           | instància de | Detalls                                       | coordenades                                                                                               | Protecció | Commons (més fotos) | Dades a WD                    |
| ------ | -------------------- | ---------------------------------- | ------------ | --------------------------------------------- | --- | --------- | ------------------- | ----------------------------- |
|        | riera d'Avencó       | el Brull Aiguafreda Tagamanent     | curs d'aigua | Desemboca: Congost Llarg: 13km Conca: 36.3km² | 41° 48′ 05″ N, 2° 20′ 49″ E / 41.801406°N,2.347025°E 41° 45′ 46″ N, 2° 15′ 06″ E / 41.762872°N,2.251771°E |           | Riera d'Avencó      | Modifica les dades a Wikidata |
|        | riera de Martinet    | el Brull Seva Aiguafreda Centelles | curs d'aigua | Desemboca: Congost Llarg: 10km                | 41° 47′ 14″ N, 2° 15′ 05″ E / 41.78721°N,2.25152°E ca:Sector nord del terme municipal d'Aiguafreda        |           | Riera de Martinet   | Modifica les dades a Wikidata |
|        | riera de la Castanya | el Brull Montseny                  | curs d'aigua | Desemboca: la Tordera Llarg: 4.1km            | 41° 46′ 48″ N, 2° 20′ 31″ E / 41.780044°N,2.341836°E 41° 46′ 24″ N, 2° 22′ 39″ E / 41.773361°N,2.377429°E |           |                     | Modifica les dades a Wikidata |

## edifici
| imatge | Nom                                  | Ubicat a | instància de | Detalls      | coordenades                                                                    | Protecció | Commons (més fotos) | Dades a WD                    |
| ------ | ------------------------------------ | -------- | ------------ | ------------ | ------------------------------------------------------------------------------ | --------- | ------------------- | ----------------------------- |
|        | Rectoria de Sant Jaume de Viladrover | el Brull | edifici      |              | 41° 49′ 39″ N, 2° 15′ 11″ E / 41.82762°N,2.25314°E ca:Sant Jaume de Viladrover |           |                     | Modifica les dades a Wikidata |
|        | ermita del Pinar                     | el Brull | edifici      | 20th century | 41° 49′ 18″ N, 2° 17′ 49″ E / 41.82164°N,2.29686°E ca:Brull, el                |           |                     | Modifica les dades a Wikidata |

## element arquitectònic
| imatge | Nom                       | Ubicat a | instància de          | Detalls      | coordenades                                                                    | Protecció | Commons (més fotos) | Dades a WD                    |
| ------ | ------------------------- | -------- | --------------------- | ------------ | ------------------------------------------------------------------------------ | --------- | ------------------- | ----------------------------- |
|        | Pou de l'Aranyó           | el Brull | element arquitectònic | 20th century | 41° 49′ 31″ N, 2° 16′ 16″ E / 41.82523°N,2.27106°E ca:Brull, el                |           |                     | Modifica les dades a Wikidata |
|        | Pou del Pla de Sant Jaume | el Brull | element arquitectònic |              | 41° 49′ 45″ N, 2° 15′ 57″ E / 41.82907°N,2.26578°E ca:Sant Jaume de Viladrover |           |                     | Modifica les dades a Wikidata |
|        | Pou dels Bastons          | el Brull | element arquitectònic |              | 41° 50′ 00″ N, 2° 14′ 56″ E / 41.83325°N,2.24892°E ca:Sant Jaume de Viladrover |           |                     | Modifica les dades a Wikidata |

## embassament
| imatge | Nom                   | Ubicat a | instància de | Detalls | coordenades                                                                      | Protecció | Commons (més fotos) | Dades a WD                    |
| ------ | --------------------- | -------- | ------------ | ------- | -------------------------------------------------------------------------------- | --------- | ------------------- | ----------------------------- |
|        | pantà de la Casa Nova | el Brull | embassament  |         | 41° 49′ 32″ N, 2° 17′ 42″ E / 41.82562°N,2.29513°E ca:Brull, el                  |           |                     | Modifica les dades a Wikidata |
|        | pantà de les Illes    | el Brull | embassament  |         | 41° 49′ 20″ N, 2° 17′ 26″ E / 41.82235°N,2.29046°E ca:Urbanització de l'Estanyol |           |                     | Modifica les dades a Wikidata |

## entitat singular de població
| imatge | Nom                      | Ubicat a | instància de                                                                   | Detalls | coordenades                                                       | Protecció | Commons (més fotos)      | Dades a WD                    |
| ------ | ------------------------ | -------- | ------------------------------------------------------------------------------ | ------- | ----------------------------------------------------------------- | --------- | ------------------------ | ----------------------------- |
|        | Sant Jaume de Viladrover | el Brull | entitat singular de població                                                   | 100 hab | 41° 49′ 39″ N, 2° 15′ 10″ E / 41.827419°N,2.252887°E 609 msnm     |           | Sant Jaume de Viladrover | Modifica les dades a Wikidata |
|        | el Brull                 | el Brull | entitat singular de població capital municipal ens local històric de Catalunya | 183 hab | 41° 49′ 00″ N, 2° 18′ 19″ E / 41.81657°N,2.30531°E 843 msnm       |           |                          | Modifica les dades a Wikidata |
|        | la Castanya              | el Brull | entitat singular de població ens local històric de Catalunya                   | 10 hab  | 41° 47′ 12″ N, 2° 20′ 55″ E / 41.78654444°N,2.34866944°E 918 msnm |           |                          | Modifica les dades a Wikidata |

## església
| imatge | Nom                                  | Ubicat a | instància de | Detalls                                        | coordenades                                                                                | Protecció                   | Commons (més fotos)                  | Dades a WD                    |
| ------ | ------------------------------------ | -------- | ------------ | ---------------------------------------------- | ------------------------------------------------------------------------------------------ | --------------------------- | ------------------------------------ | ----------------------------- |
|        | Ermita de la Trinitat                | el Brull | església     |                                                | 41° 48′ 50″ N, 2° 19′ 39″ E / 41.8138218900348°N,2.32746444369811°E la Castanyera 890 msnm |                             | Ermita de la Castanyera              | Modifica les dades a Wikidata |
|        | Sant Cristòfol de la Castanya        | el Brull | església     | Estil: arquitectura romànica 11st century      | 41° 47′ 02″ N, 2° 21′ 08″ E / 41.783812°N,2.352192°E ca:La Castanya                        | bé cultural d'interès local | Sant Cristòfol de la Castanya        | Modifica les dades a Wikidata |
|        | Sant Martí del Brull                 | el Brull | església     | Estil: arquitectura romànica                   | 41° 49′ 00″ N, 2° 18′ 20″ E / 41.81675°N,2.30544444°E ca:Plaça de l'Església               | bé cultural d'interès local | Sant Martí del Brull                 | Modifica les dades a Wikidata |
|        | Santa Maria Mitjancera del Brull     | el Brull | església     | Estil: arquitectura popular 20th century       | 41° 48′ 29″ N, 2° 20′ 27″ E / 41.808026°N,2.340858°E ca:Font del Faig 1055 msnm            | bé cultural d'interès local | Santa Maria Mitjancera del Brull     | Modifica les dades a Wikidata |
|        | església de Sant Jaume de Viladrover | el Brull | església     | Estil: arquitectura romànica 12nd century      | 41° 49′ 39″ N, 2° 15′ 10″ E / 41.827424°N,2.252845°E ca:Camí de Can Bonjorn 607 msnm       | bé cultural d'interès local | Església de Sant Jaume de Viladrover | Modifica les dades a Wikidata |
|        | església del Mas Casademunt          | el Brull | església     | Estil: historicisme arquitectònic 19th century | 41° 48′ 59″ N, 2° 17′ 52″ E / 41.816269°N,2.297887°E ca:Prop del mas Casademunt 827 msnm   | bé cultural d'interès local | Església del Mas Casademunt          | Modifica les dades a Wikidata |

## font
| imatge | Nom                             | Ubicat a | instància de | Detalls      | coordenades                                                                                | Protecció | Commons (més fotos) | Dades a WD                    |
| ------ | ------------------------------- | -------- | ------------ | ------------ | ------------------------------------------------------------------------------------------ | --------- | ------------------- | ----------------------------- |
|        | Alzines de la font dels Pardals | el Brull | font         |              | 41° 49′ 18″ N, 2° 15′ 12″ E / 41.82169°N,2.25329°E ca:Sant Jaume de Viladrover             |           |                     | Modifica les dades a Wikidata |
|        | Font Barbota                    | el Brull | font         |              | 41° 49′ 20″ N, 2° 16′ 31″ E / 41.82222°N,2.27532°E ca:Urbanització de l'Estanyol           |           |                     | Modifica les dades a Wikidata |
|        | font Pomereta                   | el Brull | font         |              | 41° 49′ 08″ N, 2° 20′ 22″ E / 41.8187639069169°N,2.33940510241081°E ca:Brull, el 1187 msnm |           | Font Pomereta       | Modifica les dades a Wikidata |
|        | font d'Artur Osona              | el Brull | font         |              | 41° 48′ 49″ N, 2° 20′ 27″ E / 41.813494°N,2.340793°E 1030 msnm                             |           | Font d'Artur Osona  | Modifica les dades a Wikidata |
|        | font de l'Obi (font)            | el Brull | font         | 20th century | 41° 49′ 11″ N, 2° 15′ 04″ E / 41.81977°N,2.25112°E ca:Sant Jaume de Viladrover             |           |                     | Modifica les dades a Wikidata |
|        | font de la Castanya             | el Brull | font         |              | 41° 47′ 05″ N, 2° 20′ 46″ E / 41.7847202409773°N,2.34613278405923°E                        |           |                     | Modifica les dades a Wikidata |
|        | font del Pont                   | el Brull | font         | 1994         | 41° 49′ 50″ N, 2° 15′ 23″ E / 41.8305°N,2.25641°E ca:Sant Jaume de Viladrover              |           |                     | Modifica les dades a Wikidata |
|        | font dels Abeuradors            | el Brull | font         | 20th century | 41° 50′ 06″ N, 2° 15′ 16″ E / 41.835°N,2.25436°E ca:Sant Jaume de Viladrover               |           |                     | Modifica les dades a Wikidata |
|        | font dels Pardals               | el Brull | font         | 20th century | 41° 49′ 18″ N, 2° 15′ 11″ E / 41.82178°N,2.25314°E ca:Sant jaume de Viladrover             |           |                     | Modifica les dades a Wikidata |

## granja
| imatge | Nom                         | Ubicat a | instància de | Detalls | coordenades                                                                  | Protecció | Commons (més fotos) | Dades a WD                    |
| ------ | --------------------------- | -------- | ------------ | ------- | ---------------------------------------------------------------------------- | --------- | ------------------- | ----------------------------- |
|        | Granges de Vall-llossera    | el Brull | granja       |         | 41° 49′ 19″ N, 2° 14′ 55″ E / 41.8219620913826°N,2.24866650807301°E          |           |                     | Modifica les dades a Wikidata |
|        | Granges del Montseny        | el Brull | granja       |         | 41° 47′ 49″ N, 2° 16′ 13″ E / 41.7970446250726°N,2.27033433899647°E 761 msnm |           |                     | Modifica les dades a Wikidata |
|        | Granja agrària del Montseny | el Brull | granja       |         | 41° 47′ 54″ N, 2° 16′ 21″ E / 41.7982465815749°N,2.27239101114124°E 771 msnm |           |                     | Modifica les dades a Wikidata |

## masia
| imatge | Nom                        | Ubicat a | instància de     | Detalls                                  | coordenades                                                                                              | Protecció                                            | Commons (més fotos)       | Dades a WD                    |
| ------ | -------------------------- | -------- | ---------------- | ---------------------------------------- | --- | ---------------------------------------------------- | ------------------------- | ----------------------------- |
|        | Can Balcells               | el Brull | masia            | 1691                                     | 41° 49′ 38″ N, 2° 15′ 12″ E / 41.8272443291341°N,2.25345771077191°E ca:Sant Jaume de Viladrover          |                                                      |                           | Modifica les dades a Wikidata |
|        | Can Bordons                | el Brull | masia            | Estil: arquitectura popular 18th century | 41° 47′ 33″ N, 2° 21′ 45″ E / 41.792381°N,2.362423°E ca:La Castanya 903 msnm                             | bé cultural d'interès local                          |                           | Modifica les dades a Wikidata |
|        | Can Bou                    | el Brull | masia            |                                          | 41° 49′ 41″ N, 2° 15′ 38″ E / 41.8281450963714°N,2.2604317579483°E ca:Sant Jaume de Viladrover           |                                                      |                           | Modifica les dades a Wikidata |
|        | Can Calçó                  | el Brull | masia            |                                          | 41° 49′ 53″ N, 2° 15′ 15″ E / 41.8313653903864°N,2.25421669860514°E                                      |                                                      |                           | Modifica les dades a Wikidata |
|        | Can Canina                 | el Brull | masia            |                                          | 41° 49′ 51″ N, 2° 15′ 29″ E / 41.83085°N,2.25811°E                                                       |                                                      | Can Canina                | Modifica les dades a Wikidata |
|        | Can Cisteller              | el Brull | masia            |                                          | 41° 50′ 01″ N, 2° 15′ 13″ E / 41.8336583646269°N,2.25363608851276°E ca:Sant Jaume de Viladrover          |                                                      |                           | Modifica les dades a Wikidata |
|        | Can Coromines              | el Brull | masia            | Estil: arquitectura popular 18th century | 41° 48′ 43″ N, 2° 18′ 08″ E / 41.81181°N,2.302149°E ca:Brull, el 817 msnm                                | bé cultural d'interès local                          |                           | Modifica les dades a Wikidata |
|        | Can Croselles              | el Brull | masia            |                                          | 41° 48′ 38″ N, 2° 17′ 58″ E / 41.8105387192366°N,2.29955631158399°E                                      |                                                      |                           | Modifica les dades a Wikidata |
|        | Can Font                   | el Brull | masia            | 18th century                             | 41° 47′ 06″ N, 2° 21′ 24″ E / 41.7849771552988°N,2.35653976371598°E ca:La Castanya                       |                                                      |                           | Modifica les dades a Wikidata |
|        | Can Gazala                 | el Brull | masia            |                                          | 41° 49′ 50″ N, 2° 15′ 17″ E / 41.8305318806108°N,2.25485259472877°E ca:Sant Jaume de Viladrover          |                                                      |                           | Modifica les dades a Wikidata |
|        | Can Geperut                | el Brull | masia            |                                          | 41° 47′ 03″ N, 2° 21′ 16″ E / 41.7842801756476°N,2.35432042801211°E                                      |                                                      |                           | Modifica les dades a Wikidata |
|        | Can Nap                    | el Brull | masia            |                                          | 41° 49′ 49″ N, 2° 15′ 33″ E / 41.83025°N,2.25915°E                                                       |                                                      |                           | Modifica les dades a Wikidata |
|        | Can Pastor                 | el Brull | masia            |                                          | 41° 49′ 49″ N, 2° 15′ 31″ E / 41.83024°N,2.25854°E                                                       |                                                      | Can Pastor (el Brull)     | Modifica les dades a Wikidata |
|        | Can Pastor de Dalt         | el Brull | masia            |                                          | 41° 49′ 50″ N, 2° 15′ 31″ E / 41.830417°N,2.258677°E ca:Sant Jaume de Viladrover 625 msnm                |                                                      | Can Pastor de Dalt        | Modifica les dades a Wikidata |
|        | Can Quirze                 | el Brull | masia            |                                          | 41° 50′ 16″ N, 2° 15′ 00″ E / 41.837876415517°N,2.2499256756973°E                                        |                                                      |                           | Modifica les dades a Wikidata |
|        | Can Rabasseda              | el Brull | masia            |                                          | 41° 49′ 49″ N, 2° 15′ 30″ E / 41.83038°N,2.25841°E ca:Sant Jaume de Viladrover 618 msnm                  |                                                      | Can Rabasseda (el Brull)  | Modifica les dades a Wikidata |
|        | Can Rebugall               | el Brull | masia            |                                          | 41° 49′ 45″ N, 2° 15′ 36″ E / 41.8291866339066°N,2.25992602871261°E ca:Sant Jaume de Viladrover          |                                                      |                           | Modifica les dades a Wikidata |
|        | Can Roca                   | el Brull | masia            |                                          | 41° 50′ 04″ N, 2° 14′ 44″ E / 41.8343629592681°N,2.24567924078095°E ca:Sant Jaume de Viladrover          |                                                      |                           | Modifica les dades a Wikidata |
|        | Can Rovira                 | el Brull | masia            |                                          | 41° 48′ 35″ N, 2° 17′ 44″ E / 41.8097578249982°N,2.29557996577662°E                                      |                                                      |                           | Modifica les dades a Wikidata |
|        | Casademunt                 | el Brull | masia            | Estil: arquitectura popular 16th century | 41° 48′ 58″ N, 2° 17′ 51″ E / 41.816077°N,2.297365°E ca:A ponent del Brull 824 msnm                      | bé cultural d'interès local                          | Mas Casademunt (el Brull) | Modifica les dades a Wikidata |
|        | Casanova de l'Estanyol     | el Brull | masia            |                                          | 41° 49′ 20″ N, 2° 16′ 44″ E / 41.8222009003066°N,2.27889904717276°E ca:Urbanització de l'Estanyol        |                                                      |                           | Modifica les dades a Wikidata |
|        | Caseta del Grau            | el Brull | masia            |                                          | 41° 50′ 02″ N, 2° 15′ 05″ E / 41.8338423942021°N,2.25146615105378°E ca:Sant Jaume de Viladrover          |                                                      |                           | Modifica les dades a Wikidata |
|        | Font de Faig               | el Brull | masia            | Estil: arquitectura popular 19th century | 41° 48′ 28″ N, 2° 20′ 29″ E / 41.807669°N,2.341415°E 1053 msnm                                           | bé cultural d'interès local                          |                           | Modifica les dades a Wikidata |
|        | Font-de-l'òbit             | el Brull | masia            |                                          | 41° 49′ 11″ N, 2° 15′ 02″ E / 41.8197224247531°N,2.25051083261213°E ca:Sant Jaume de Viladrover 611 msnm |                                                      | Font-de-l'òbit            | Modifica les dades a Wikidata |
|        | Mas Adrobau                | el Brull | masia            | Estil: arquitectura popular 18th century | 41° 46′ 46″ N, 2° 21′ 28″ E / 41.779536°N,2.357836°E 693 msnm                                            | bé cultural d'interès local                          |                           | Modifica les dades a Wikidata |
|        | Mas Ricard                 | el Brull | masia            |                                          | 41° 48′ 24″ N, 2° 16′ 55″ E / 41.8066553756203°N,2.28183016013056°E                                      |                                                      |                           | Modifica les dades a Wikidata |
|        | Mas Roquer                 | el Brull | masia            |                                          | 41° 49′ 07″ N, 2° 16′ 39″ E / 41.8185804728325°N,2.27751888901168°E                                      |                                                      |                           | Modifica les dades a Wikidata |
|        | Mas del Clot               | el Brull | masia            |                                          | 41° 47′ 25″ N, 2° 19′ 21″ E / 41.790146867824°N,2.322503925716°E                                         |                                                      |                           | Modifica les dades a Wikidata |
|        | Molí de Casadamunt         | el Brull | masia            |                                          | 41° 48′ 39″ N, 2° 18′ 32″ E / 41.8107118047215°N,2.30880038645233°E                                      |                                                      |                           | Modifica les dades a Wikidata |
|        | Puigcastellar              | el Brull | masia            |                                          | 41° 49′ 02″ N, 2° 18′ 37″ E / 41.8171781544556°N,2.3101997656115°E                                       |                                                      |                           | Modifica les dades a Wikidata |
|        | Sant Andreu de la Castanya | el Brull | masia            | Estil: arquitectura popular 17th century | 41° 48′ 09″ N, 2° 21′ 13″ E / 41.802549°N,2.353511°E 1218 msnm                                           | bé cultural d'interès local                          |                           | Modifica les dades a Wikidata |
|        | Serra d'Ases               | el Brull | masia            | 19th century                             | 41° 50′ 11″ N, 2° 14′ 48″ E / 41.8362610470112°N,2.24669271722977°E ca:Sant Jaume de Viladrover          |                                                      |                           | Modifica les dades a Wikidata |
|        | Serra-Montmany             | el Brull | masia            | Estil: arquitectura popular 17th century | 41° 49′ 42″ N, 2° 15′ 27″ E / 41.828281°N,2.257561°E ca:Viladrover 633 msnm                              | bé cultural d'interès local                          | Serra-Montmany            | Modifica les dades a Wikidata |
|        | Serradussà                 | el Brull | masia            |                                          | 41° 48′ 32″ N, 2° 18′ 54″ E / 41.80901718568°N,2.3150819771378°E                                         |                                                      | Serradussà                | Modifica les dades a Wikidata |
|        | Vall-llossera              | el Brull | masia            |                                          | 41° 49′ 22″ N, 2° 15′ 05″ E / 41.8228889324962°N,2.25129271197036°E                                      |                                                      |                           | Modifica les dades a Wikidata |
|        | el Boix                    | el Brull | masia            | Estil: arquitectura popular 18th century | 41° 48′ 04″ N, 2° 16′ 55″ E / 41.801247°N,2.282029°E ca:Brull, el 813 msnm                               | bé cultural d'interès local                          | El Boix (el Brull)        | Modifica les dades a Wikidata |
|        | el Boscàs                  | el Brull | masia            |                                          | 41° 46′ 56″ N, 2° 20′ 57″ E / 41.782194257806°N,2.3490614992506°E ca:La Castanya                         |                                                      |                           | Modifica les dades a Wikidata |
|        | el Bruguer                 | el Brull | masia            | Estil: arquitectura popular 18th century | 41° 47′ 52″ N, 2° 16′ 16″ E / 41.797675°N,2.27117°E ca:Brull, el 769 msnm                                | bé cultural d'interès local                          | El Bruguer (el Brull)     | Modifica les dades a Wikidata |
|        | el Burguès                 | el Brull | masia            |                                          | 41° 47′ 45″ N, 2° 19′ 50″ E / 41.7959608679073°N,2.3304917662283°E ca:Brull, el                          |                                                      |                           | Modifica les dades a Wikidata |
|        | el Cafè                    | el Brull | masia            |                                          | 41° 46′ 34″ N, 2° 19′ 45″ E / 41.7759930959343°N,2.32905102422865°E ca:La Castanya                       |                                                      |                           | Modifica les dades a Wikidata |
|        | el Grau                    | el Brull | masia            | Estil: arquitectura popular 18th century | 41° 49′ 41″ N, 2° 15′ 18″ E / 41.828056°N,2.255°E ca:Viladrover 615 msnm                                 | bé cultural d'interès local                          | El Grau (el Brull)        | Modifica les dades a Wikidata |
|        | el Jovany                  | el Brull | masia            |                                          | 41° 47′ 02″ N, 2° 21′ 50″ E / 41.7838113040857°N,2.36391622400911°E ca:La Castanya                       |                                                      |                           | Modifica les dades a Wikidata |
|        | el Maset                   | el Brull | masia            |                                          | 41° 49′ 14″ N, 2° 18′ 16″ E / 41.8205028694298°N,2.3044206008268°E ca:Brull, el                          |                                                      |                           | Modifica les dades a Wikidata |
|        | el Molinot                 | el Brull | masia            |                                          | 41° 48′ 33″ N, 2° 16′ 39″ E / 41.8091675100623°N,2.27739593209059°E                                      |                                                      |                           | Modifica les dades a Wikidata |
|        | el Pla                     | el Brull | masia            |                                          | 41° 49′ 51″ N, 2° 15′ 57″ E / 41.8307914236373°N,2.26578441096202°E ca:Sant Jaume de Viladrover          |                                                      | El Pla (el Brull)         | Modifica les dades a Wikidata |
|        | el Pujol                   | el Brull | masia            |                                          | 41° 48′ 12″ N, 2° 18′ 11″ E / 41.8032187936036°N,2.30295842155282°E ca:Brull, el                         |                                                      | El Pujol (el Brull)       | Modifica les dades a Wikidata |
|        | el Rourell                 | el Brull | masia            |                                          | 41° 48′ 49″ N, 2° 16′ 31″ E / 41.8136220945717°N,2.27535933851279°E ca:Brull, el                         |                                                      |                           | Modifica les dades a Wikidata |
|        | el Serrat                  | el Brull | masia            | Estil: arquitectura popular 18th century | 41° 49′ 10″ N, 2° 17′ 34″ E / 41.819492°N,2.292828°E ca:Brull, el 790 msnm                               | bé cultural d'interès local                          |                           | Modifica les dades a Wikidata |
|        | el Solà                    | el Brull | masia            | Estil: arquitectura popular 16th century | 41° 48′ 30″ N, 2° 17′ 54″ E / 41.808374°N,2.298403°E ca:Brull, el 800 msnm                               | bé cultural d'interès local                          |                           | Modifica les dades a Wikidata |
|        | el Solà de Dalt            | el Brull | masia            |                                          | 41° 48′ 28″ N, 2° 17′ 47″ E / 41.8077002544412°N,2.29639704430788°E                                      |                                                      |                           | Modifica les dades a Wikidata |
|        | el Vilar                   | el Brull | masia            | Estil: arquitectura popular 18th century | 41° 46′ 45″ N, 2° 21′ 17″ E / 41.779069°N,2.354821°E ca:La Castanya 716 msnm                             | bé cultural d'interès local                          | El Vilar de la Castanya   | Modifica les dades a Wikidata |
|        | els Bastons                | el Brull | masia            |                                          | 41° 49′ 52″ N, 2° 14′ 55″ E / 41.831118554919°N,2.2486114920141°E ca:Sant Jaume de Viladrover            |                                                      |                           | Modifica les dades a Wikidata |
|        | l'Albergue                 | el Brull | masia            |                                          | 41° 48′ 52″ N, 2° 17′ 50″ E / 41.8143712428312°N,2.29735944964174°E                                      |                                                      |                           | Modifica les dades a Wikidata |
|        | l'Aranyó                   | el Brull | masia            |                                          | 41° 49′ 25″ N, 2° 16′ 15″ E / 41.8235272365665°N,2.27070805215721°E ca:Brull, el                         |                                                      |                           | Modifica les dades a Wikidata |
|        | l'Estanyol                 | el Brull | masia            | Estil: arquitectura popular 18th century | 41° 49′ 09″ N, 2° 16′ 56″ E / 41.81926°N,2.282264°E ca:Urbanització de l'Estanyol 772 msnm               | bé cultural d'interès local                          |                           | Modifica les dades a Wikidata |
|        | la Casa de Fusta           | el Brull | masia            |                                          | 41° 49′ 18″ N, 2° 18′ 23″ E / 41.8217483075798°N,2.30632165330665°E                                      |                                                      |                           | Modifica les dades a Wikidata |
|        | la Castanyera              | el Brull | masia            | Estil: arquitectura popular 18th century | 41° 48′ 51″ N, 2° 19′ 39″ E / 41.814069°N,2.327594°E ca:Brull, el 890 msnm                               | bé cultural d'interès local                          | La Castanyera             | Modifica les dades a Wikidata |
|        | la Cortada                 | el Brull | masia            |                                          | 41° 47′ 13″ N, 2° 20′ 55″ E / 41.7868231988998°N,2.34848222257186°E ca:La Castanya                       |                                                      |                           | Modifica les dades a Wikidata |
|        | la Farigola                | el Brull | masia            |                                          | 41° 49′ 19″ N, 2° 14′ 41″ E / 41.82199°N,2.24486°E ca:Sant Jaume de Viladrover                           |                                                      |                           | Modifica les dades a Wikidata |
|        | la Morera                  | el Brull | masia            | Estil: arquitectura popular 18th century | 41° 48′ 46″ N, 2° 19′ 49″ E / 41.812704°N,2.330248°E ca:Brull, el 886 msnm                               | bé cultural d'interès local                          | La Morera (el Brull)      | Modifica les dades a Wikidata |
|        | la Rectoria del Brull      | el Brull | masia            |                                          | 41° 48′ 59″ N, 2° 18′ 20″ E / 41.8163659502368°N,2.30545265326741°E 844 msnm                             |                                                      | La Rectoria del Brull     | Modifica les dades a Wikidata |
|        | la Sala                    | el Brull | masia casa forta | Estil: arquitectura popular 13rd century | 41° 48′ 16″ N, 2° 17′ 05″ E / 41.804329°N,2.284737°E ca:Al sud-oest del Brull 818 msnm                   | bé d'interès cultural bé cultural d'interès nacional | La Sala (el Brull)        | Modifica les dades a Wikidata |
|        | les Alzines                | el Brull | masia            |                                          | 41° 48′ 58″ N, 2° 18′ 28″ E / 41.8160293110781°N,2.30787633209956°E                                      |                                                      |                           | Modifica les dades a Wikidata |
|        | les Batalles               | el Brull | masia            |                                          | 41° 49′ 14″ N, 2° 16′ 04″ E / 41.8205097844736°N,2.26785249147983°E ca:Brull, el                         |                                                      |                           | Modifica les dades a Wikidata |
|        | les Illes                  | el Brull | masia            | Estil: arquitectura popular 18th century | 41° 49′ 23″ N, 2° 17′ 33″ E / 41.823125°N,2.292601°E ca:Brull, el 781 msnm                               | bé cultural d'interès local                          |                           | Modifica les dades a Wikidata |
|        | les Mirones                | el Brull | masia            |                                          | 41° 47′ 08″ N, 2° 20′ 51″ E / 41.785484101562°N,2.34741269296972°E ca:La Castanya                        |                                                      |                           | Modifica les dades a Wikidata |
|        | les Planes                 | el Brull | masia            |                                          | 41° 49′ 34″ N, 2° 19′ 11″ E / 41.8262065191102°N,2.31984476893891°E ca:Brull, el                         |                                                      |                           | Modifica les dades a Wikidata |

## muntanya
| imatge | Nom                         | Ubicat a                   | instància de | Detalls | coordenades                                                                                 | Protecció | Commons (més fotos)         | Dades a WD                    |
| ------ | --------------------------- | -------------------------- | ------------ | ------- | ------------------------------------------------------------------------------------------- | --------- | --------------------------- | ----------------------------- |
|        | Matagalls                   | Viladrau el Brull Montseny | muntanya     |         | 41° 48′ 32″ N, 2° 22′ 57″ E / 41.8088174884°N,2.38261778463°E 1697 msnm                     |           | Matagalls                   | Modifica les dades a Wikidata |
|        | Montgròs                    | el Brull                   | muntanya     |         | 41° 48′ 14″ N, 2° 16′ 24″ E / 41.80385278°N,2.27331111°E 766.8 msnm                         |           |                             | Modifica les dades a Wikidata |
|        | Pedres Blanques             | Tagamanent el Brull        | muntanya     |         | 41° 45′ 55″ N, 2° 19′ 59″ E / 41.76520278°N,2.33311111°E 1270.5 msnm                        |           |                             | Modifica les dades a Wikidata |
|        | Puig Castellar              | el Brull                   | muntanya     |         | 41° 49′ 06″ N, 2° 19′ 05″ E / 41.81828417°N,2.31803083°E 980.8 msnm                         |           |                             | Modifica les dades a Wikidata |
|        | Puig Drau                   | Montseny el Brull          | muntanya     |         | 41° 45′ 52″ N, 2° 20′ 54″ E / 41.764577777778°N,2.3483027777778°E Montseny 1345 1345.5 msnm |           |                             | Modifica les dades a Wikidata |
|        | Puig Ventós                 | el Brull                   | muntanya     |         | 41° 47′ 29″ N, 2° 21′ 05″ E / 41.79147222°N,2.35127611°E 1241.8 msnm                        |           |                             | Modifica les dades a Wikidata |
|        | Roques del Marquès          | el Brull                   | muntanya     |         | 41° 48′ 13″ N, 2° 21′ 02″ E / 41.8037°N,2.35067°E 1258.9 msnm                               |           |                             | Modifica les dades a Wikidata |
|        | Serrat de la Peça           | el Brull                   | muntanya     |         | 41° 48′ 14″ N, 2° 17′ 36″ E / 41.80385278°N,2.29328611°E 878.8 msnm                         |           |                             | Modifica les dades a Wikidata |
|        | Serrat del Prat d'Ori       | el Brull                   | muntanya     |         | 41° 49′ 24″ N, 2° 18′ 12″ E / 41.8232°N,2.30345°E 841.7 msnm                                |           | Serrat del Prat d'Ori       | Modifica les dades a Wikidata |
|        | Turó Gros                   | Viladrau el Brull          | muntanya     |         | 41° 48′ 15″ N, 2° 22′ 13″ E / 41.80411944°N,2.37015556°E 1540.6 msnm                        |           |                             | Modifica les dades a Wikidata |
|        | Turó d'en Bessa             | Viladrau el Brull          | muntanya     |         | 41° 48′ 27″ N, 2° 21′ 14″ E / 41.8076°N,2.35384722°E 1393 1393.3 msnm                       |           |                             | Modifica les dades a Wikidata |
|        | Turó de Llançà              | el Brull                   | muntanya     |         | 41° 46′ 27″ N, 2° 21′ 21″ E / 41.77407222°N,2.35585°E 880.3 msnm                            |           |                             | Modifica les dades a Wikidata |
|        | Turó de Morera              | Viladrau el Brull          | muntanya     |         | 41° 48′ 17″ N, 2° 22′ 34″ E / 41.8048°N,2.37606°E 1576 msnm                                 |           | Turó de Morera              | Modifica les dades a Wikidata |
|        | Turó de la Torre            | Tagamanent el Brull        | muntanya     |         | 41° 46′ 03″ N, 2° 20′ 02″ E / 41.76737472°N,2.33376528°E 1269 msnm                          |           |                             | Modifica les dades a Wikidata |
|        | Turó del Faig de la Bandera | el Brull                   | muntanya     |         | 41° 47′ 57″ N, 2° 20′ 33″ E / 41.79916667°N,2.34246667°E 1286 msnm                          |           | Turó del Faig de la Bandera | Modifica les dades a Wikidata |
|        | Turó del Mas                | Tagamanent el Brull        | muntanya     |         | 41° 47′ 32″ N, 2° 19′ 06″ E / 41.7922°N,2.31842°E 1020.4 msnm                               |           |                             | Modifica les dades a Wikidata |
|        | Turó del Pla de la Barraca  | Viladrau el Brull          | muntanya     |         | 41° 48′ 24″ N, 2° 21′ 33″ E / 41.8066°N,2.35915°E 1382.5 msnm                               |           |                             | Modifica les dades a Wikidata |
|        | puig Ventós                 | el Brull                   | muntanya     |         | 41° 47′ 48″ N, 2° 20′ 48″ E / 41.79666°N,2.34678°E                                          |           |                             | Modifica les dades a Wikidata |
|        | turó de les Queredes        | el Brull Viladrau          | muntanya     |         | 41° 49′ 28″ N, 2° 20′ 37″ E / 41.82436°N,2.343686°E 1287.5 msnm                             |           | Turó de les Queredes        | Modifica les dades a Wikidata |

## pedrera
| imatge | Nom                         | Ubicat a | instància de | Detalls | coordenades                                                         | Protecció | Commons (més fotos) | Dades a WD                    |
| ------ | --------------------------- | -------- | ------------ | ------- | ------------------------------------------------------------------- | --------- | ------------------- | ----------------------------- |
|        | Pedrera del Camp de la Creu | el Brull | pedrera      |         | 41° 47′ 57″ N, 2° 16′ 59″ E / 41.7992782023257°N,2.28318844396015°E |           |                     | Modifica les dades a Wikidata |
|        | la Pedrera                  | el Brull | pedrera      |         | 41° 47′ 42″ N, 2° 21′ 49″ E / 41.7949697527008°N,2.36370961570889°E |           |                     | Modifica les dades a Wikidata |

## pont
| imatge | Nom                          | Ubicat a | instància de | Detalls                       | coordenades                                                                       | Protecció | Commons (més fotos) | Dades a WD                    |
| ------ | ---------------------------- | -------- | ------------ | ----------------------------- | --------------------------------------------------------------------------------- | --------- | ------------------- | ----------------------------- |
|        | Pont (font Cabridella)       | el Brull | pont         | 20th century Estat: bon estat | 41° 48′ 11″ N, 2° 20′ 50″ E / 41.80306°N,2.34719°E ca:Brull, el 1128 msnm         |           |                     | Modifica les dades a Wikidata |
|        | Pont (riera de la Castanya)  | el Brull | pont         | 20th century Estat: bon estat | 41° 46′ 38″ N, 2° 21′ 09″ E / 41.77728°N,2.35247°E ca:La Castanya 641 msnm        |           |                     | Modifica les dades a Wikidata |
|        | Pont (torrent Gros)          | el Brull | pont         | 20th century Estat: bon estat | 41° 49′ 01″ N, 2° 19′ 51″ E / 41.81686°N,2.33092°E ca:Brull, el 941 msnm          |           |                     | Modifica les dades a Wikidata |
|        | Pont (torrent de l'Estanyol) | el Brull | pont         | 20th century Estat: bon estat | 41° 49′ 32″ N, 2° 17′ 29″ E / 41.8256°N,2.29125°E ca:Brull, el 766 msnm           |           |                     | Modifica les dades a Wikidata |
|        | Pont 1 (sot de les Mines)    | el Brull | pont         | 20th century Estat: bon estat | 41° 46′ 28″ N, 2° 21′ 09″ E / 41.77446°N,2.35242°E ca:La Castanya 695 msnm        |           |                     | Modifica les dades a Wikidata |
|        | Pont 2 (sot de les Mines)    | el Brull | pont         | 20th century Estat: bon estat | 41° 46′ 28″ N, 2° 21′ 06″ E / 41.77442°N,2.3517°E ca:La Castanya 706 msnm         |           |                     | Modifica les dades a Wikidata |
|        | Pont de Ferro                | el Brull | pont         |                               | 41° 48′ 00″ N, 2° 18′ 02″ E / 41.7999888355701°N,2.30057398915211°E 554 msnm      |           |                     | Modifica les dades a Wikidata |
|        | Pont de Sant Jaume           | el Brull | pont         | Estat: bon estat              | 41° 49′ 50″ N, 2° 15′ 23″ E / 41.83043°N,2.2564°E ca:Camí de Can Bonjorn 597 msnm |           |                     | Modifica les dades a Wikidata |

## serra
| imatge | Nom                | Ubicat a            | instància de | Detalls | coordenades                                                   | Protecció | Commons (més fotos) | Dades a WD                    |
| ------ | ------------------ | ------------------- | ------------ | ------- | ------------------------------------------------------------- | --------- | ------------------- | ----------------------------- |
|        | Carena dels Roures | el Brull            | serra        |         | 41° 48′ 13″ N, 2° 21′ 02″ E / 41.8037°N,2.35067°E 1393.3 msnm |           |                     | Modifica les dades a Wikidata |
|        | Serra de l'Arca    | Aiguafreda el Brull | serra        |         | 41° 47′ 28″ N, 2° 16′ 49″ E / 41.79122222°N,2.28033333°E      |           | Serra de l'Arca     | Modifica les dades a Wikidata |

## Misc
| imatge | Nom                                   | Ubicat a                                                              | instància de                          | Detalls                                   | coordenades | Protecció                                            | Commons (més fotos)   | Dades a WD                    |
| ------ | ------------------------------------- | --------------------------------------------------------------------- | ------------------------------------- | ----------------------------------------- | --- | ---------------------------------------------------- | --------------------- | ----------------------------- |
|        | Ajuntament del Brull                  | el Brull                                                              | casa consistorial                     | Estil: arquitectura popular 1885          | 41° 49′ 01″ N, 2° 18′ 19″ E / 41.816895°N,2.305285°E ca:Plaça de l'Església 844 msnm                                      | bé cultural d'interès local                          | Ajuntament del Brull  | Modifica les dades a Wikidata |
|        | Castell del Brull                     | el Brull                                                              | castell                               | Estil: arquitectura romànica 10th century | 41° 49′ 00″ N, 2° 18′ 16″ E / 41.81666667°N,2.30444444°E ca:Plaça de l'Església 859 msnm                                  | bé d'interès cultural bé cultural d'interès nacional | Castell del Brull     | Modifica les dades a Wikidata |
|        | Collformic                            | el Brull                                                              | collada port de muntanya              |                                           | 41° 48′ 04″ N, 2° 20′ 51″ E / 41.8011°N,2.34751°E 1142 msnm                                                               |                                                      | Collformic (El Brull) | Modifica les dades a Wikidata |
|        | Molí de l'Adrobau                     | el Brull                                                              | molí d'aigua                          | Estil: arquitectura popular               | 41° 46′ 52″ N, 2° 21′ 58″ E / 41.780992°N,2.36605°E ca:La Castanya 641 msnm                                               | bé integrant del patrimoni cultural català           |                       | Modifica les dades a Wikidata |
|        | Pla de la Calma                       | Tagamanent Sant Pere de Vilamajor Montseny Cànoves i Samalús el Brull | plana altiplà                         |                                           | 41° 45′ 44″ N, 2° 20′ 01″ E / 41.7623°N,2.3335°E                                                                          |                                                      | Pla de la Calma       | Modifica les dades a Wikidata |
|        | Serrat de la Peça                     | el Brull                                                              | vèrtex geodèsic                       | Alt: 1.2m                                 | 41° 48′ 13″ N, 2° 17′ 36″ E / 41.803609°N,2.293267°E 881.099 msnm                                                         |                                                      |                       | Modifica les dades a Wikidata |
|        | Turó del Montgrós                     | el Brull                                                              | jaciment arqueològic                  |                                           | 41° 48′ 13″ N, 2° 16′ 24″ E / 41.803527777778°N,2.2732916666667°E                                                         | bé integrant del patrimoni cultural català           |                       | Modifica les dades a Wikidata |
|        | cementiri de Sant Jaume de Viladrover | el Brull                                                              | cementiri                             | 20th century                              | 41° 49′ 39″ N, 2° 15′ 10″ E / 41.82749°N,2.25278°E ca:Sant Jaume de Viladrover                                            |                                                      |                       | Modifica les dades a Wikidata |
|        | creu de Collformic                    | el Brull                                                              | creu monumental                       | Estil: arquitectura popular 19th century  | 41° 48′ 04″ N, 2° 20′ 52″ E / 41.801191666667°N,2.3478916666667°E ca:al coll de Collformic, pujant al Matagalls 1153 msnm | bé cultural d'interès local                          | Creu de Collformic    | Modifica les dades a Wikidata |
|        | dipòsit de Sant Jaume                 | el Brull                                                              | dipòsit d'aigua                       | 20th century                              | 41° 49′ 51″ N, 2° 15′ 43″ E / 41.83076°N,2.26197°E ca:Sant Jaume de Viladrover                                            |                                                      |                       | Modifica les dades a Wikidata |
|        | dolmen del Boix                       | el Brull                                                              | dolmen                                |                                           | 41° 47′ 44″ N, 2° 17′ 02″ E / 41.7954359745185°N,2.28378492196292°E                                                       |                                                      |                       | Modifica les dades a Wikidata |
|        | l'Estanyol                            | el Brull                                                              | assentament humà                      |                                           | 41° 48′ 53″ N, 2° 16′ 47″ E / 41.81476111°N,2.27966111°E                                                                  |                                                      |                       | Modifica les dades a Wikidata |
|        | muralles de Montgròs                  | el Brull                                                              | muralla monument jaciment arqueològic |                                           | 41° 48′ 12″ N, 2° 16′ 24″ E / 41.80333333°N,2.27333333°E                                                                  | bé d'interès cultural bé cultural d'interès nacional | Muralles de Montgròs  | Modifica les dades a Wikidata |